# Eduardo Rubiño
Eduardo Fernández Rubiño (Madrid, 13 de setembro de 1991) é um ativista espanhol, político, membro da Assembleia de Madri e ex-membro do Senado da Espanha.

## Primeiros anos
Rubiño nasceu em 13 de setembro de 1991 em Madrid. É filho do filósofo e acadêmico Carlos Fernández Liria. É formado em filosofia pela Universidade Complutense de Madrid (UCM). Foi membro da Delegação Central de Estudantes (Delegación Central de Estudiantes) da UCM. Foi estudante LGBT e ativista do Youthless Future (Juventud Sin Futuro). Foi um dos líderes do movimento antiausteridade 15-M na UCM.

## Carreira política
Rubiño trabalhou como gestor comunitário. Foi responsável pelas redes sociais do Podemos de 2014 a 2017. Foi assessor de comunicação online do eurodeputado Pablo Iglesias Turrión. Ele contribuiu para o livro de Iglesias de 2014, Ganar o Morir: Lecciones Políticas en Juego de Tronos.
Rubiño disputou as eleições regionais de 2015 como candidato do Podemos na Comunidade de Madrid e foi eleito para a Assembleia de Madrid. Após o cisma entre Iglesias e Íñigo Errejón, Rubiño juntou-se ao Más Madrid de Errejón. Ele foi reeleito nas eleições regionais de 2019 e nas eleições regionais madrilenas de 2021.
Em julho de 2019, Rubiño foi nomeado para o Senado da Espanha pela Assembleia de Madrid. Ele deixou este cargo em julho de 2021.

## Vida pessoal
Rubiño é declaradamente gay. Em junho de 2018, ele foi vítima de homofobia na estação de metrô Lavapiés quando, enquanto abraçava seu namorado, alguém gritou "maricón de mierda".

## Desempenho eleitoral
| Eleição         | Circunscrição eleitoral | Partido | Partido    | Número | Resultado |
| --------------- | ----------------------- | ------- | ---------- | ------ | --------- |
| 2015 - regional | Comunidade de Madrid    |         | Podemos    | 27     | Eleito    |
| 2019 - regional | Comunidade de Madrid    |         | Más Madrid | 13     | Eleito    |
| 2021 - regional | Comunidade de Madrid    |         | Más Madrid | 14     | Eleito    |